# Mysmenopsis cymbia
Mysmenopsis cymbia là một loài nhện trong họ Mysmenidae.
Loài này thuộc chi Mysmenopsis. Mysmenopsis cymbia được H. W. Levi miêu tả năm 1956.